# 阿智村情報化事業サービス
阿智村情報化事業サービス（あちむらじょうほうかじぎょうサービス）は、長野県下伊那郡阿智村が運営するケーブルテレビ局である。2006年4月1日運用開始。

## 所在地
- 長野県下伊那郡阿智村大字駒場483番地

## サービスエリア
- 長野県下伊那郡阿智村（浪合地区除く）

## 主な放送チャンネル

### テレビ局
- 地上デジタル放送は、飯田中継局が放送を開始する2006年10月の予定であったが、受信レベルが予想を下回っていたため、延期され、2006年11月1日よりサービス開始
- デジタルTVは光パーフェクTV!を使用してきたが、2013年3月31日をもって同村での光パーフェクTV!サービスを終了したため、現在は地上波とBSのみ配信。このサービス終了はスカパー!のサービスの完全ハイビジョン移行に伴うものである（よってスカパー!・スカパー!プレミアムサービスを受信する場合は、スカパー!と契約したうえで、それに対応したパラボラアンテナ・チューナーを設営し、ケーブルテレビとの混合工事をする必要がある）。
- 地上：地上デジタル放送のリモコンキーID
- BS：BSデジタル放送のリモコンキーID

以下は2025年1月時点でのラインナップである。
| リモコンID | デジタル      | 放送局               |
| ---------- | ------------- | -------------------- |
| 地上1      | (TV011-TV012) | NHK長野総合          |
| 地上2      | (TV021-TV023) | NHK長野教育          |
| 地上4      | (TV041-TV042) | テレビ信州           |
| 地上5      | (TV051-TV052) | 長野朝日放送         |
| 地上6      | (TV061-TV062) | 信越放送             |
| 地上8      | (TV081-TV082) | 長野放送             |
| BS1        | (BS101-BS102) | NHK BS               |
| BS4        | (BS141-BS143) | BS日テレ             |
| BS5        | (BS151-BS153) | BS朝日               |
| BS6        | (BS161-BS163) | BS-TBS               |
| BS7        | (BS171-BS173) | BSテレ東             |
| BS8        | (BS181-BS183) | BSフジ               |
| BS9        | (BS191-BS193) | WOWOW                |
| BS10-1     | (BS200)       | BS10                 |
| BS10-2     | (BS201)       | BS10スターチャンネル |
| BS11       | (BS211)       | BS11                 |
| BS12       | (BS222)       | BS12トゥエルビ       |